# Faust. Druhý díl tragédie

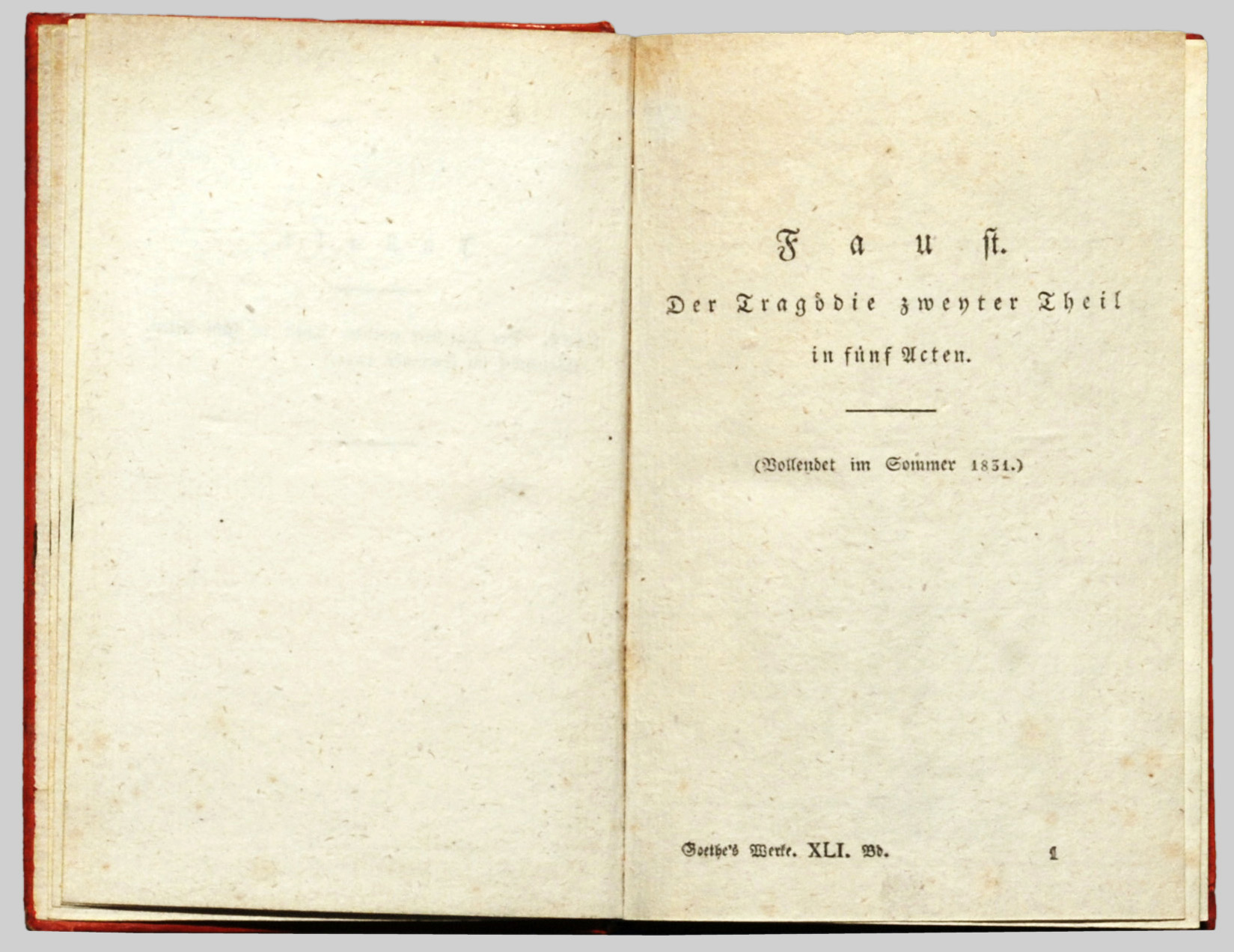
Obraz vydání knihy

Tento článek popisuje děj druhého dílu Goethova dramatu Faust. Viz též Faust. Prvý díl tragédie.

## Prvé dějství
Z posledních Goethových let, od roku 1826.

### Půvabná krajina
Dantovské terciny Faustovy, vyjadřující odhodlání k dalšímu životu v nových oblastech, zakončeny pozorováním barev, do něhož optik Goethe vkládá přírodní i životní filosofii: našim smyslům není dostupna podstata věcí, jen jejich světelný odraz.

### V císařském paláci
Faust (o němž se tu ani nemluví) uveden Mefistofelem na dvůr mladého lehkomyslného císaře, jehož říše ohrožena finanční zkázou.

### Prostranný sál
Tato nejrozměrnější scéna, prodloužená na újmu celkové jednotnosti, zavinila mnohé nedorozumění, způsobila, že druhý díl tragédie bývá nesprávně chápán a označován za báseň abstraktní, neživou apod. A přec právě zde neběží o nic jiného nežli o zcela konkrétní popis velmi živé a nesymbolické události, tj. dvorského plesu, při jehož jednotlivých skupinách a postavách autor užil italských, velmi názorných předloh. Nebezpečí je v neústrojné rozvleklosti scény, která s vnitřním smyslem faustovského vývoje souvisí jen volně; ba, jak vidno ze scénických poznámek, hodlal Goethe portréty jednotlivých stavů a představitelů básnictví dokonce ještě rozmnožit.

### Libosad
Po nočním zmatku jitřní slunce a smír; říše zachráněna Mefistofelovým vynálezem – papírových peněz.

### Temná galerie
Dějová osnova ze starých lidových knih: Faust má před císařem vyvolati obraz Helenin a Paridův, nejkrásnějších lidí starověku. Způsob však, jak toto kouzlo provésti, je Goethem pojat zcela nově a uvádí do nejhlubších a nejodvážnějších oblastí jeho myšlenkového světa. Scéna ponořena do tajuplného ovzduší myšlenkově erotického, v němž mocným dojmem působí i symboly trojnožky a klíče.

### Jasně ozářené sály
Opět kontrastující nálada, humorné žánry v tónu bujných partií 1. dílu. Ke konci doznívání magické scény předchozí.

### Rytířský sál
V atmosféře a ději slučují se obě scény předcházející. Faust, vyvolav antické zjevy jménem matek, vzplane smyslnou náruživostí k Heleně, prohřeší se na vznešeném řádu idejí a splatil by to, nebýt Mefistofela, životem. Aby došel skutečné Heleniny lásky, nutno nastoupiti jinou cestu nežli k matkám.

## Druhé dějství
Básněno od roku 1828, rozvrženo dříve.

### Vysoce klenutý, těsný gotický pokoj
Návrat k místnímu i dějovému východisku 1.dílu, tím ostřeji vystupují změny jednotlivých námětů, postav i prohlubujících myšlenek. Mefistofeles jako před scénou smlouvy pánem hmyzu, jenž ho vítá. Zbožný famulus Nikodemus, věrný sluha Faustova nástupce Wagnera, zato bakalář – zástupce náročného, chvástavého mládí, v nějž se změnil někdejší stydlivý žák: teď je drzým opovrhovatelem starými pány a starými směry.

### Laboratoř
Neméně se změnil někdejší Faustův famulus a protiklad Wagner. Kdysi pedant filologické úzkostlivosti, zůstal věren své víře ve vědecký pokrok, uskutečňuje jej však na novém poli, přírodovědeckém, a aby dokázal, že není tajemstvím, pokouší se o to nejvyšší; chce sestrojit mechanicko-chemickou cestou sám život. Dlouholeté marné usilování je korunováno výsledkem teprve ve chvíli, kdy do laboratoře vstupuje Mefistofeles, který se tak rodícímu se Homunkulovi stává kmotrem. Postava Homunkula, tj. uměle zrobeného človíčka, vzrostla Goethovi z přírodně filosofických spekulací, živených Paracelsem a dávnými bájemi. Vytvořen suše vědeckou, ne organickou, ne přírodní cestou, je Homunkulus nadán skvělými vlastnostmi duševními, proto touží po uplatnění své energie, proto dovede uhodnouti, že Faust sní o vzniku milované Heleny ze spojení Lédy a Dia, převtěleného v labuť: ale na volném vzduchu tvor uměle vyrobený existovati nemůže, i touží po dodatečném dotvoření ústrojném a radí k pouti, na níž také Faust by došel svého vyhojení a vyplnění své tužby po Heleně. Wagner, jenž ani jako experimentátor nepřestal být knižním učněm, té pouti se neúčastní.

### Klasická Valpuržina noc
Rozvržena koncem roku 1826, zbásněna v prvé půli 1830. Před třetím dějstvím, v němž ožívá antická poezie po svých stránkách velebných a tragických, je tu podán obraz toho, co ve starověkých bájích bylo nestvůrného a přízračného, spolu i vášnivého a romantického. Může tedy Goethe zbásnit cosi jako sabat antické mytologie, který je protějškem a stupňováním pitvor severských a proti Valpuržině noci, lokalizované v 1.dílu na Brockenu, má nárok na označení Valpuržiny noci klasické. Faust kráčí od postavy k postavě jako pohádkový hrdina, vyptávající se na cestu, jež by ho zavedla k metě jeho tužeb, Heleně; Mefistofeles očmuchává půdu, vzpomíná na severský domov, spílá nehostinnému jihu; Homunkulus jde od filosofa k filosofovi, od poloboha k polobohu, pátraje po možnosti , jež by mu pomohla organicky se dotvořit.
Farsalská pole. Na proslulém bojišti, kde Pompeius byl poražen Caesarem, dumá kouzelnice Erichtho v jambickém šestimetru antických tragédií o nestálosti moci. Božstvem proudu Peneia vnesen lyričtější písňový tón, tvořící přechod k novému Faustovu snu, jenž opět krouží kolem zrození Helenina. Pohříchu scéna Faustova v podsvětí, která by byla zdůvodnila, že a proč Helena se smí navrátit mezi živoucí, Goethem dobásněna nebyla, ba do definitivního Fausta ani nepojaty náčrty sem hledící.
Na horním Peneiu. Klidný svět antické přírody je porušen zemětřesením, což má za následek, že Sirény, polekány náhlým vznikem nového horstva, odplouvají do Egejského moře, kde v následující scéně klasická Valpuržina noc vyznívá. Dějově i myšlenkově využil Goethe znalostí a zásad geologických. Zemětřesením jsou vyvolány též diskuze mezi filosofy Anaxagorou a Thaletem, z nichž Anaxagoras, přívrženec teorie o násilnickém převratu (plutonismu), je ironizován, ba blamován, kdežto moudrý Thales věří v nenáhlý vznik všeho bytí z vody a stává se tak rádcem Homunkulovi. Závěrečné setkání Mefistofelovo s Forkyadami tvoří dějově přechod k třetímu aktu.
Skalnaté zátoky Egejského moře. Závěr Klasické Valpuržiny noci ovládán poezií kouzelné luny a bájemi o žovotodárné moci vody. V Egejském moři dochází svého naplnění osud Homunkulův: Thaletem přiveden k Nereovi, tímto k Proteovi, roztříští se Homunkulus ve své zkumavce, ježto, jat přemírou vášní milostnou, narazil na trůn mořské víly Galatey; rozlije se do vln a způsobí mořské světélkování. Zároveň však je závěr klasické Valpuržiny noci významným příspěvkem ke Goethovu učení o vzniku organismů vyšších z nižších a o posmrtném trvání zdatných jedinců, jakož i vysokým projevem přírodního básnictví, prolnutého erotickým smutkem; to se projevuje zvlášť ve verších Doridek, toužících po stálosti lásky, v roztoužení Nereově po odplouvající dceři a ve vší apoteóze plynulého vodního živlu.

## Třetí dějství
Započato už 1800, dokončeno 1825. Toto dějství (označované Helena) vyšlo jako součást sebraných spisů ještě za Goethova života, roku 1827.

### Před Menelaovým palácem v Spartě
Děj přechází z doby přibližně 16. století do antiky, deset let po skončení trojské války. Menelaova choť Helena (jíž Persefonou na žádost Faustovu vrácen život) připlouvá do Sparty a dozvídá se od Forkyady (Mefistofela), že má být se svými mladistvými družkami obětována. Přijme návrh Forkyadin, aby její starověký hrad byl obtočen gotickou tvrzí Faustovou a jeho severskou říší: opět tedy skok přes řadu staletí! Tento volně vymyšlený děj vpraven do formy přísné klasické tragédie: z ní má Goethe vstupní a pak převládající jambický trimetr, volné, ale symetricky stavěné rytmy sboru, jakož i několikrát se vyskytující tetrametr trochejský; stejně ukazuje ke vzoru antickému.

### Vnitřní nádvoří hradu
Stupňuje se tragický prvek velebné krásy královniny, kontrastované s půvabem lehkovážných a líbivých dívek sboru: Helena proti své vůli všude zasévala rozkol a svár; vzpomíná svého někdejšího, prý jen idolovitého života. Neostyšně projevovaná láska knížete a kněžny (ve slohu blízkém Shakespearovu „Antoniu a Kleopatře“) přerušena Forkyadinou (=Mefistofelovou) zprávou o blížícím se nepříteli; ve Faustových povelech zmínky o rozdílení polouostrova (Peloponnésu) mezi germánské kmeny.

### Stinný háj
Epicky zahájená, zpěvně, až libretisticky provedená tragédie Euforionova: Helenin a Faustův syn, řecky pojmenovaný, je mluvčím ryzí, po výškách roztoužené poezie; spolu, jakožto zplozenec antické Řekyně a středověkého Germána, zástupcem umění romantického, vzniklého z prolnutí klasicismu a gotiky. V povahokresbě krásného, ctižádostivého mladíka užívá Goethe několika rysů z poety vroucně milovaného, z lorda Byrona, jenž roku 1824 zahynul v bojích za svobodu nového Řecka. Po Euforionově smrti umírá Helena. Sen antiky pro Fausta dosněn, zbývá mu v rukou jen její šat, symbol starověkého umění. Také sbor dohrál svou úlohu: Panthalis, náčelnice, nenávidící brnkání rýmů, odchází dobrovolně za svou paní, jsouc jista svým životem posmrtným; jednotlivé dívky sboru naproti tomu nemají osobnosti, nejsou hodny individuální existence v podsvětí, splývají tedy s keři, skalami, vodstvem, vinicemi; tato metamorfóza dívek v přírodu, náležející k nejantičtějším, nejbásničtějším částem díla, provedena v duchu dionýsovského umění a orgiasmu. Posléze se i Mefistofeles Forkyas zbaví svého antického kostýmu.

## Čtvrté dějství
Počato po tragédii Helenině 3.aktu, dokončeno až roku 1831 jakožto nejpozdější součást celé skladby; místy (na počátku druhého výjevu i v třetím výjevu) jeví stopy ochabující síly.

### Velehory
Tvary oblak ve Faustových trimetrech popisovány s Goethovou odbornou znalostí přírodopisnou; po narážce na počátku 1.dějství teprve teď prvá jasná připomínka erotiky z 1.dílu. Mefistofelova rozmluva s Faustem vychází od věcí geologických, jež ďábel vykládá zdánlivě vážně, ve skutečnosti tím ďábelštěji. Zde této země kruh a Zemí chci vládnout – příznaky změněného smýšlení Faustova: antický svět estetiky vystřídán zájmy praktického života, erotika ustupuje zřetelům sociálním, veřejnému působení ve službách celku. Velkorysý plán směřuje k boji s mořským živlem, jehož příboji má být urváno neúrodné pobřeží; uskutečnění má se udáti za pomoci dobrého císaře, známého z 2.dějství.

### Na předhoří
Podrobný a přesný, až rozvlekle provedený popis boje, v němž Faust a Mefisto svorně přispějí císaři proti vzdorocísaři. Faust předstupuje bez připomínky někdejšího svého působení na dvoře císařském – patrně nechce být poznán – zato vnáší do děje nový, zde skoro rušící rys: je vyslán jakýmsi černokněžníkem, jenž je prý císaři, zachránivšímu jej od upálení, zavázán k díku. Lupolapka, postava z 8. kap. Izaiášovy. Jejími obřími průvodci vnesen do boje nadpřirozený živel, stupňovaný – rovněž za Mefistofelovy účasti – zbraněmi a standartami, jež byly přineseny ze starých zbrojnic. Závěr s přízračně vystupňovaným patosem stranictví – mohutné a vpravdě mefistofelské vyznění boje.

### Stan vzdorocísařův
Císař a čtyři knížata – rozdílení úřadů podle proslulé buly Karla IV., jíž je úřad arcičíšníka přiřčen českému králi, ostatní hodnosti druhým kurfiřtům. Parodie v závěru s ostrými přízvuky protiklerikálními. Scéna provedena v alexandrínech, podle vzoru francouzských dramat, stejně jako dramatické pokusy mladého Goetha: tak navazuje metrika z posledního údobí básníkova na samé počátky. Předpokládán je výjev, kterak Faust dostává vyžádaný břeh lénem od císaře: nedobásněná situace, nezbytná pro porozumění následujících scén.

## Páté dějství
Básněno v trojím údobí, kolem roků 1800, 1820, 1830; je básnickým i myšlenkovým vrcholem „Fausta“; stojí na nejstrmější výši německého ducha a německého výrazu.

### Širý kraj
Filemon a Baukis – mytická jména idylických stařečků, známých z Ovidia, zde vystupujících v úloze chudých obyvatel přímoří. Poblíže jejich pobřežního domku započala se Faustova kolonizační práce, rozvržená v 4.dějství a podporovaná nadpřirozenými silami a krutými oběťmi.

### Palác
Faust stoletý. Mefistofeles a tré obrů rozšiřují svými obchodními výpravami Faustovo panství po cizích končinách.

### Hluboká noc
Lynkeova píseň – výsostný výraz štěstí, jaké bylo vizuálnímu umění Goethovu zaručováno silou a darem vidění. Tím kormutlivější, že právě oči prostředkují bystrookému Lynkeovi obraz hrůzy – podívanou na požár založený Mefistofelem a třemi obry, jemuž za oběť padli oba stařečkové i jejich host-poutník. Faust na vrcholu pozemské moci, zatížen hříchem, byť nezamýšleným, nikterak neklesá pod tíhou zlého činu, nýbrž udržuje se ve své vzpurné velikosti.

### Půlnoc
Faust jakožto bohatec a vyvolenec štěstí, obrněn proti úkladům hmotných strázní. Proto ze čtvera šedivých žen, upomínajících na „curae“ latinské poezie, nemůže k němu Bída ani Strast ani Hlad; zato není přístup zamezen Starosti. Starost, zosobněná to bytost hrůz, vstupuje k Faustovi právě v okamžiku, kdy on, odvraceje se od všeho svého dosavadního počínání, je odhodlán zříci se magie, nedbati přízraků. Pronáší své nové pozemsky bojovné evangelium, vyvrcholené výrazem faustovského hledání: neukojen ani okamžik. Právě tu tvrdě získanou Faustovu určitost chce Starost rozdrolit kletbou váhavosti, polovičatosti, změkčilosti; a když se její pokušení odrazilo od jeho železné vůle, sáhne k trestu účinnějšímu, raníc jej, bděle zírajícího, slepotou. Ale ani tato nejtěžší tělesná rána muže nepodlomí: naopak, právě teď, jakoby ozařován světlem nitra, vzchopí se k nejpádnějšímu projevu diktátorské vůle, jíž on, vládce, chce k společnému dílu srdužiti tisíce rukou.

### Velké nádvoří paláce
Tragická ironie: Lemuři, bludní duchové nebožtíků, zpívajíce písničku v duchu hamletovských hrobařů, kopou Faustovi hrob, Faust však, osleplý, má řinčení jejich motyk za dělný ryk práce, k níž dal povel. Propadnuv tomuto klamu, prožívá vysokou chvíli dostiučinění; vizionářsky hledí do budoucnosti, která jednou uzří dokončeno jeho velké dílo sociální, osaditelské, tedy lidstvu prospěšné; vyslovuje poslední závěr moudrosti, která, odpoutavši se od blouznění, od metafyziky, od vzývání krásy, vyznává jedinou svobodu: den co den znovu si ji vydobývat; bojovat zde na zemi s nebezpečím živlů; pracovat ve službách kolektiva. Oslněn tímto viděním, zpíjí se blahem okamžiku, který jednou přijde a dovolí mu říci: jsi tolik krásný, prodli jen! Toť doslovný ozvuk někdejší sázky s ďáblem, a třebaže ani nyní Faust nedošel vyplnění svých tužeb, nýbrž horuje o slastech dalekých zítřků, klesá mrtev. Podle litery sázky se zdá, že propadl Mefistofelovi, ten tedy – opět za opakování formulek tehdy smluvených (čas, orloj, rafije) a s rouhavě vysloveným Dokonáno je Kristovým – nad člověkem triumfuje. Závěrečná slova však naplněna duchem ne tak vítězství, jako spíš zoufale ďáblovského nihilismu.

### Kladení do hrobu
Boj ďáblů a andělů o Faustovu duši. Co se slovního výrazu tkne, dává Goethe své nejvyšší schopnosti do služeb metafyzického dramatu, rozestupujícího i jazykově do dvou ostře rozlišených nepřátelských skupin: na jedné straně cynismy, frivolnosti, úmyslné triviality Mefistofelovy – na druhé: extáze rytmů nebeských. Mefistofeles chce se vytasit s lejstrem, tj. se smlouvou, podle jejíhož znění domnívá se míti moc nad duší zemřelého. Sbor andělů sype růže, užívaje jich za válečné zbraně, jimž pekelníci podléhají. Nebeská píseň – vzývání lásky, arci nadpozemské; pro Mefistofela však není lásky jiné než smyslné: zamiluje se proti své vůli do krásných andělíčků, zanedbává obranu proti jejich náporu, vzrůstajícímu k úplnému triumfu. Mefistofeles podlehl své prachsprosté choutce své absurdní lásce – homosexuální; tak zcela nově a odvážlivě, uplatněn motiv napáleného, tragikomicky fňukajícího ďábla.

### Horské rokle
Po dramatu – symfonie; jejím vůdčím námětem, stále se vracejícím, stále se stupňujícím: láska. Nic není v klidu, všechno vzlétá k čistším oblastem, nic není dotvořeno, vše se zdokonaluje, projasňuje, vyvíjí. Vydatné užívání katolické symboliky a mystiky, jež arci protestantu Goethovi, cítícímu pohansky panteisticky, nebyla tak věcí víry, jako spíš podnětem básnicky konkretizujícího zobrazování. Blažená pacholátka – nekřtěnátka, nezatížená pozemským hříchem. Nablízku je milující – Faust. Pater pojme je do sebe – z tajného učení Swedenborgova o zdokonalování pozemského tvorstva k nadpozemskému. Andělé, povznášející Faustovu duši, vyslovují verši Kdo spěje dál... základní myšlenku básně. Závěr básně navazuje na tragédii Markétčinu z 1.dílu; nevědouc, co dělá, jednou jen se zapomněla – rekapitulace jejích vztahů milostných, arci bez připomínky, že se dopustila vraždy na svém novorozeňátku. Hierarchie duchů vzrůstajících poučováním: Faust, sám poučen, stává se pěstounem blažených pacholátek, je však teprve učněm Markétky, která smí už být účastna nebeské milosti. Závěrečný chorus mysticus shrnuje metafyziku „Fausta“: všechen život pouhým odleskem nepostižitelného božství; pozemský děj povznesen básní k typičnosti; Faustovým nanebevzetím provedeno nevyslovitelné mystérium; zákon lásky, táhnoucí tvorstvo výš, ovládán principem věčného ženství, k němuž ukazovaly předchozí děje a postavy: zvláště Markétka – Helena – panna Marie, na nichž znázorněno mystérium panenství a mateřství, zhuštěné ve scénu Matek v 1. dějství 2. dílu.

### Hercův doslov a Rozloučení
K definitivnímu textu „Fausta“ druží se řada důležitých paralipomen a úryvků uchovaných v Goethově pozůstalosti a obsahujících mnohá poučení o jeho básnicko-filozofickém záměru. Rukopisně zaznamenal Goethe též dvě básně, do tisku nepojaté, jež korespondují s dvěma předzpěvy na počátku a jimiž by tedy dílo mohlo být uzavřeno. Arci, běží o verše z doby ukončení 1.části, z let po francouzské revoluci, kolem roku 1800. Snad proto se nezdály ani improvizační Hercův doslov, navazující na lehký tón „Předehry na divadle“, ani sloky Rozloučení, psané v ušlechtilých stancích vstupního „Věnování“, vhodnými doslovy díla, rozmnoženého o rozměrnou druhou – a hlavní – část.